# Concertino per a flauta
El Concertino per a flauta i orquestra op. 107 en re major, és una composició de Cécile Chaminade escrita el 1902.

## Història
A la primavera de 1902, amb quaranta-quatre anys i gaudint de la seva fama com a pianista i compositora, Chaminade va rebre l'encàrrec de Théodore Dubois, director del Conservatori de París, i de Paul Taffanel, professor del conservatori i a qui està dedicada, d'escriure una peça per a flauta per al concurs anual de l'escola. Fou el Concertino op. 107 per a flauta i orquestra. La peça exigeix gran habilitat tècnica i s'ha mantingut com un element bàsic del repertori de flauta. Va ser composta inicialment per a flauta i piano, però la compositora el va orquestrar per ser tocat a Londres per la seva amiga Marguerite de Forest Anderson.
Es tracta d'una peça de clara inspiració postromàntica, reflex del compositor Benjamin Godard, d'estil i estètica conservadora, amb qui Chaminade va estudiar.
Actualment, aquesta peça segueix sent popular i es considera un estàndard dins del repertori de flauta travessera. Com es va poder observar en la votació al Classic 100 Music of France (ABC) l'any 2012, on va quedar en la posició número 85. A més, és de les úniques peces de la compositora que es mantenen dins del repertori contemporani.
Moltes de les seves obres per a flauta, incloent-hi Sérénade aux étoiles, Pièce romantique i Gavotte, van ser dedicades a Adolphe Hennebains, professor de flauta del Conservatori de París.

## Anàlisi musical

### Instrumentació
Aquesta peça musical estava escrita inicialment per a flauta amb acompanyament de piano. No va ser fins dos anys més tard, al 1904, que Chaminade va compondre la versió orquestral. Aquesta es conforma de: una flauta (a més de la solista), un flautí, dos oboès, dos clarinets, dos fagots, quatre trompes, tres trombons, una tuba, timbales, arpa, i la secció de corda. Lawrence Gilman va escriure: 
"Un fet remarcable d'aquesta obra és l'ús de l'artilleria més pesada de l'orquestra en l'acompanyament, en el qual calen tres trombons i una tuba (les trompetes, se'n van de vacances)."

### Estructura
La composició s'obre amb una àmplia melodia plena de detalls decoratius, força exigent per al flautista. Després d'una secció central més activa, marcada Più animato agitato en la partitura, hi ha una breu frase de l'oboè que condueix a una cadència per al solista. La peça conclou amb una represa de la melodia d'obertura i una coda animada.
Aquest concertino consta d'un sol moviment. Tot i que alguns suggereixen que està en forma rondó, és més probable que presenti una forma ABCA, amb una codetta que separa les seccions B i C, i una coda que segueix la secció A final. Després de la secció C i abans de la cadència de la flauta, hi ha una unitat de 15 compassos on torna la melodia original de la secció A. La característica principal de la forma rondó és la tornada a la secció A després de presentar-se cada nova idea. Al Concertino, però, la melodia original no torna a aparèixer fins després de la secció C, just abans de la cadència, i de nou després de la cadència, amb el retorn final a la secció A al compàs 112.

## Altres obres per a flauta
- Op. 9, 2 pièces : 1 (sol major) Pièce romantique (1880), 2 Gavotte
- Op. 142, Sérénade aux étoiles (1991)